# Reign of Elements
«Reign of Elements» — дебютний студійний альбом фінського павер-метал-гурту Celesty. Реліз відбувся 2 грудня 2002 року.

## Список композицій
1. "Intro" — 0:36
2. "Charge" — 5:06
3. "Revenge" — 4:51
4. "Sword of Salvation" — 5:25
5. "Reign of Elements" — 4:38
6. "Lost in Deliverance" — 6:03
7. "The Sword and the Shield" — 5:46
8. "Battle of Oblivion" — 4:46
9. "Kingdom" — 5:19

Японське видання (бонусний трек)
1. The Journey — 3:41

Корейське видання та видання для США (бонусний трек)
1. Power of the Stones — 4:36

## Учасники запису
- Кіммо Перамакі — вокал
- Джей-Пі Аланен — електрогітара, ритм-гітара
- Тапані Кангас — ритм-гітара
- Арі Катаямакі — бас-гітара
- Єре Луоккамакі — ударні
- Юха Маенпаа — клавіші
- Яні Лііматаінен — гітарне соло у пісні «Revenge»
- Тімо Люїс — оповідач у композиції «Intro» до альбому